# Maria da Encarnação (Carmelita)
Maria da Encarnação, também como Madame Acarie (1 de fevereiro de 1566 – 18 de abril de 1618), foi a fundadora das freiras da Ordem Carmelita Descalça na França, que mais tarde se tornou irmã leiga da Ordem. Ela tem sido chamada de "mãe do Carmelo na França".

## Biografia
"Le belle Acarie" ("a bela Acarie"), como era conhecida em Paris, nasceu Barbe Avrillot em Paris. Sua família pertencia à alta sociedade burguesa de Paris. Seu pai, Nicholas Avrillot, era Contador Geral na Câmara de Paris e chanceler de Margarida de Navarra, primeira esposa de Henrique IV da França; enquanto sua mãe, Marie Lhuillier era descendente de Etienne Marcel, o famoso prévôt des marchands (magistrado municipal chefe). Ela foi colocada com as Clarissas da Abadia de Longchamp, onde teve uma tia materna, para sua educação, e ali adquiriu a vocação para o claustro. Em 1584, por obediência, ela se casou com Pierre Acarie, visconde de Villemor, um jovem rico e de alta posição, que era um católico fervoroso, de quem teve sete filhos. Pierre Acarie desaprovou a leitura de romances de Barbe e, com conselhos clericais, removeu os livros e substituiu os livros de uma inclinação mais piedosa e espiritual.
Pierre Acarie foi um dos membros mais ferrenhos da Liga Católica, que, após a morte de Henrique III da França, se opôs à sucessão do príncipe huguenote Henrique de Navarra ao trono francês. Ele foi um dos dezesseis que organizaram a resistência em Paris e em parte responsável pela fome subsequente que resultou do cerco de Paris (1590). Maria era tão sábia em sua esmola que, durante uma fome, os ricos que desejavam ajudar os pobres faziam com que suas esmolas passassem por suas mãos, e ela era amplamente respeitada. Após a dissolução da Liga, ocasionada pela abjuração de Henrique IV, Acarie foi exilado de Paris e sua esposa teve que ficar para trás para lutar com credores e empresários pela fortuna de seus filhos, que tinha sido comprometida pela falta de visão de seu marido e prudência. Ela defendeu o marido no tribunal, redigindo memórias, escrevendo cartas e fornecendo provas de sua inocência. Ele foi absolvido e voltou à cidade depois de três anos. Além disso, ela foi atingida por sofrimentos físicos, as consequências de uma queda de seu cavalo e um tratamento muito severo a deixou inválida para o resto de sua vida.
No início do século XVII, Acarie era amplamente conhecida por sua virtude, seus dons sobrenaturais e, especialmente, sua caridade para com os pobres e doentes nos hospitais. À sua residência vieram todas as pessoas distintas e devotas da época em Paris, entre elas Madame de Meignelay, nascida de Gondi, uma modelo de viúvas cristãs, Madame Jourdain e Madame de Bréauté, todas futuras Carmelitas, o Chanceler de Merillac, Père Coton, o jesuíta, assim como Vicente de Paulo e Francisco de Sales, que durante seis meses foi o diretor espiritual de Acarie.
Diz-se que ela tinha o dom de cura, o dom de profecia, de predizer certos eventos no futuro, de ler corações e de discernir espíritos. Aos vinte e sete anos, ela recebeu os estigmas, a graça da conformidade física com o Cristo sofredor. Ela é a primeira francesa cuja autenticidade de cujos estigmas (embora invisíveis) foram atestados por pessoas eminentes.
Em 1601 ela conheceu a Vida de Santa Teresa d'Ávila e ficou muito comovida com sua vida. Poucos dias depois, Teresa apareceu-lhe e informou-lhe que Deus desejava aproveitá-la para fundar conventos carmelitas na França. Continuando as aparições, Acarie se aconselhou e começou o trabalho. Um encontro no qual participou Pierre de Bérulle, futuro fundador do Oratório de Jesus, Francisco de Sales, o Abade de Brétigny e os Marillac's, decidiu sobre a fundação do "Carmelo Reformado na França", em 27 de julho de 1602. São Francisco de Sales foi quem escreveu ao Papa para obter autorização e o Papa Clemente VIII concedeu a Bula da instituição em 23 de novembro de 1603. No ano seguinte, alguns carmelitas espanhóis foram recebidos no Carmelo da rua St. Jacques, que se tornou famoso. Mme de Longueville, Anne de Gonzague, Mlle de la Vallieres, retiraram-se para ele; lá também Bossuet e Fénelon deveriam pregar. O Carmelo se espalhou rapidamente e influenciou profundamente a sociedade francesa da época. Barbara Acarie também cooperou nas novas fundações de Pontoise (1605), Dijon (1605) e Amiens (1606). Em 1618, ano da morte de Mme. Acarie, tinha catorze casas.
Mme. Acarie compartilhou também dois fundamentos da época, o do Oratório e o das Ursulinas. Em 11 de novembro de 1611 ela, com Vicente de Paulo, assistiu à missa de instalação do Oratório da França. Entre as muitas postulantes que Mme. Acarie recebeu para o Carmelo, havia algumas que não tinham vocação, e ela teve a ideia de levá-las para a educação de meninas, e expôs seu projeto a sua santa prima, Mme. de Sainte-Beuve. Para estabelecer a nova Ordem, eles trouxeram as ursulinas a Paris e adotaram seu governo e nome.

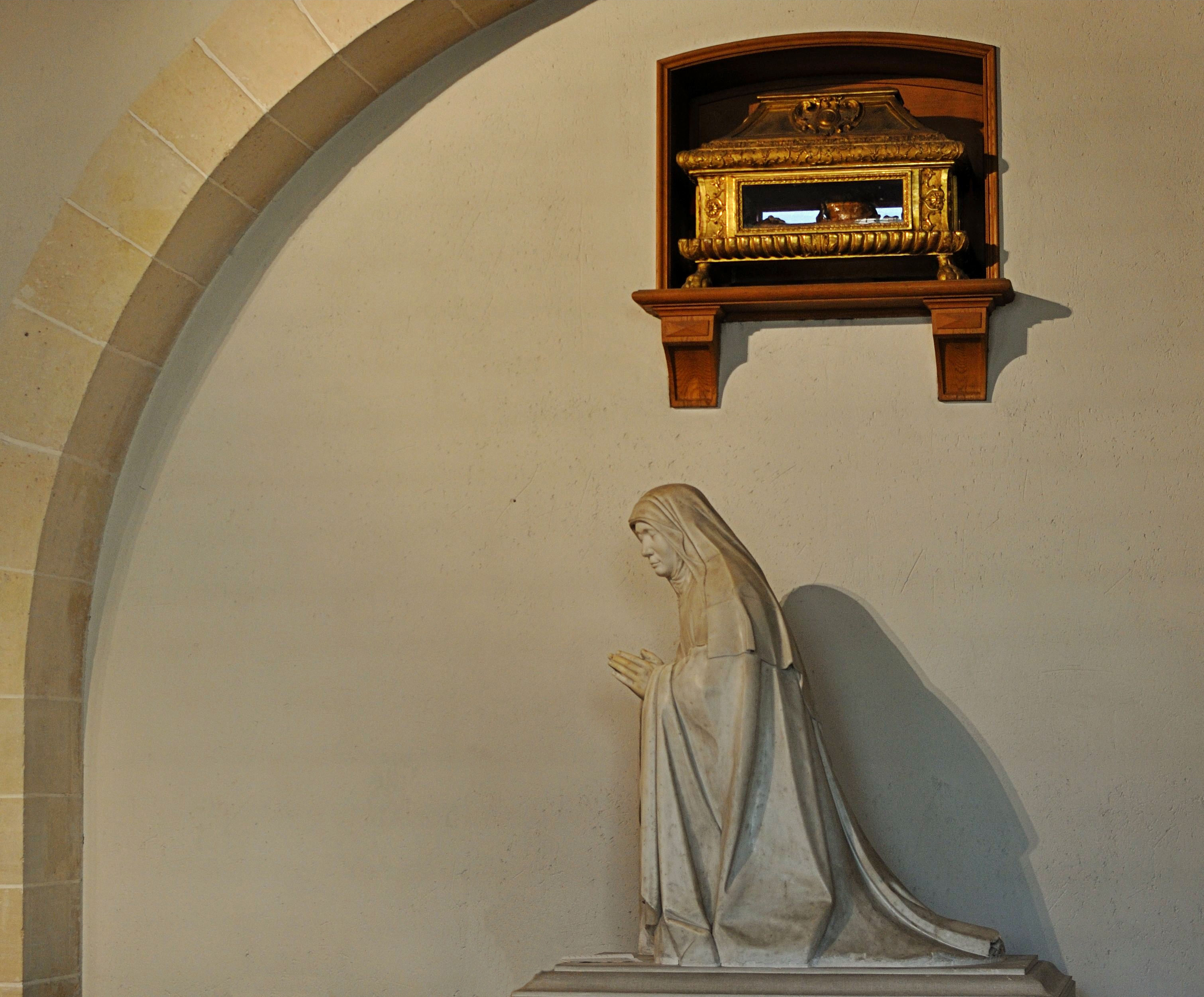
Estátua e relicário, capela do Carmelo de Pontoise.

Quando seu marido morreu em 1613, sua viúva resolveu seus negócios e pediu licença para entrar no Carmelo, pedindo como um favor para ser recebida como irmã leiga na comunidade mais pobre. Em 1614 ela retirou-se para o mosteiro de Amiens, tomando o nome de Maria da Encarnação. Suas três filhas a precederam no claustro, e uma delas, Margarida do Santíssimo Sacramento, era subprioresa em Amiens. Fez a profissão solene no dia 8 de abril de 1615, durante prolongada enfermidade. Em 1616, por motivos de saúde, foi enviada para o convento carmelita de Pontoise, onde faleceu aos cinquenta e dois anos.

## Veneração

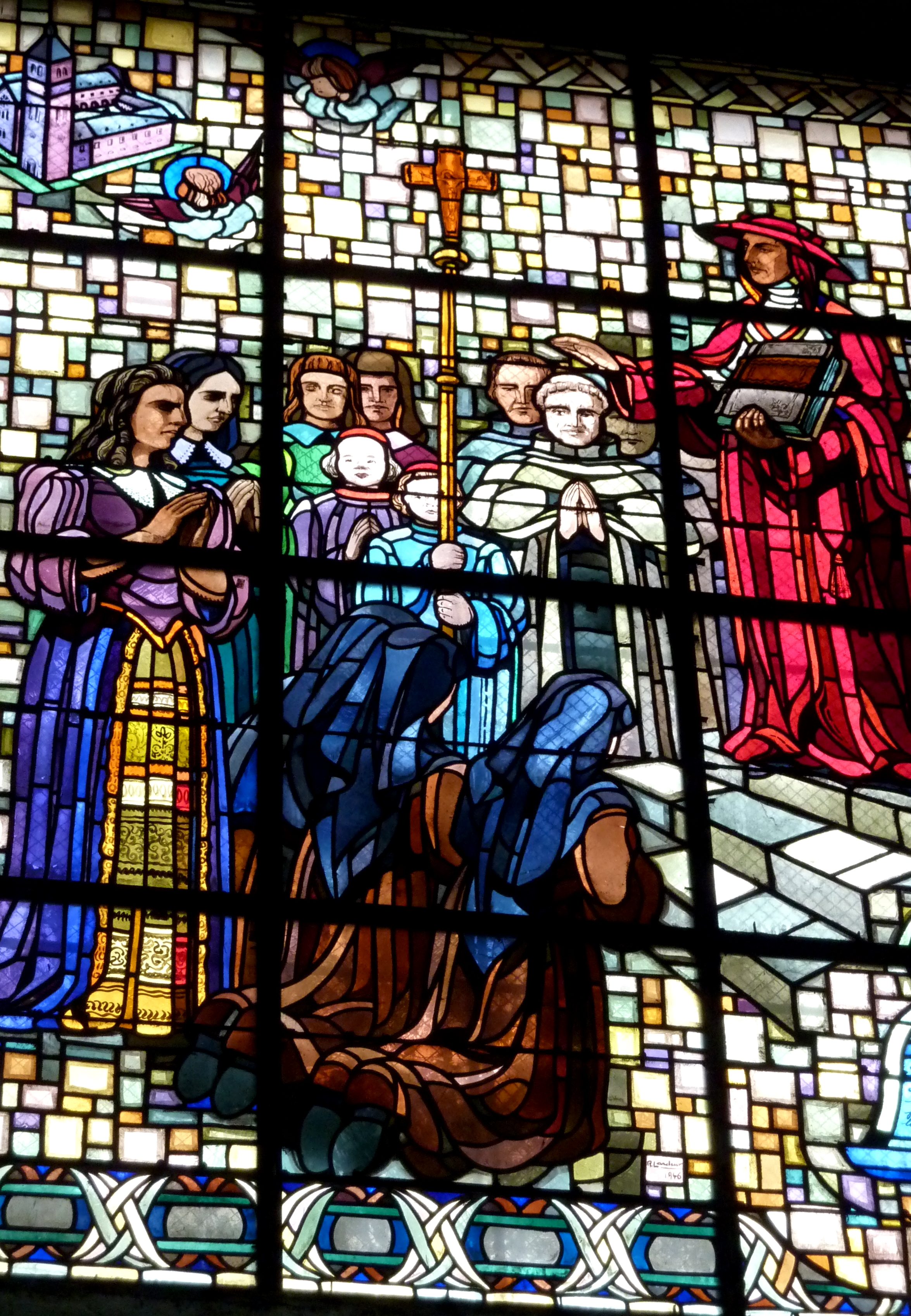
Igreja católica Notre-Dame-des-Blancs-Manteaux no 4º arrondissement de Paris. Janela do ambulatório representando: Cardeal Pierre de Bérulle, Barbe Acarie e freiras carmelitas; Inscrição (detalhe): “Le Cardinal Pierre de Bérulle et Madame Acarie fondent ensemble les Carmélites ...” (O Cardeal Pierre de Bérulle e Madame Acarie fundaram juntos o ramo Carmelita ...)

Paul de Montis escreveu uma biografia de Acarie, publicada em 1778. Ela foi beatificada pelo Papa Pio VI em 1791; seus restos mortais estão na capela das Carmelitas de Pontoise. Sua festa é celebrada em 18 de abril.

## Legado
Ela se destaca principalmente pela introdução da reforma de Teresa de Jesus na França, tanto que ela merece o título de "mãe e fundadora do Carmelo (descalço) na França".
Evelyn Underhill considerava a vigorosa e santa Madame Acarie, o primeiro impulso definitivo para aquele crescimento interior que fazia do requintado e urbano Francisco de Sales um guia adequado para a alma de Jeanne-Françoise de Chantal.